# Campionati del mondo di canottaggio 1998
I Campionati del mondo di canottaggio 1998 si sono tra il 9 e il 13 settembre a Colonia, in Germania.

## Medagliere
| Posizione | Paese         |    |    |    | Totale |
| --------- | ------------- | -- | -- | -- | ------ |
| 1         | Germania      | 5  | 5  | 0  | 10     |
| 2         | Italia        | 3  | 3  | 3  | 9      |
| 3         | Gran Bretagna | 3  | 1  | 0  | 4      |
| 4         | Stati Uniti   | 2  | 2  | 4  | 8      |
| 5         | Australia     | 2  | 1  | 2  | 5      |
| 6         | Francia       | 1  | 3  | 0  | 4      |
| 7         | Romania       | 1  | 1  | 3  | 5      |
| 8         | Svizzera      | 1  | 1  | 1  | 3      |
| 8         | Canada        | 1  | 1  | 1  | 3      |
| 10        | Russia        | 1  | 1  | 0  | 2      |
| 11        | Polonia       | 1  | 0  | 1  | 2      |
| 11        | Danimarca     | 1  | 0  | 1  | 2      |
| 13        | Nuova Zelanda | 1  | 0  | 0  | 1      |
| 13        | Ucraina       | 1  | 0  | 0  | 1      |
| 15        | Rep. Ceca     | 0  | 1  | 1  | 2      |
| 15        | Paesi Bassi   | 0  | 1  | 1  | 2      |
| 15        | Argentina     | 0  | 1  | 1  | 2      |
| 18        | Croazia       | 0  | 1  | 0  | 1      |
| 18        | Norvegia      | 0  | 1  | 0  | 1      |
| 20        | Cile          | 0  | 0  | 1  | 1      |
| 20        | Grecia        | 0  | 0  | 1  | 1      |
| 20        | Svezia        | 0  | 0  | 1  | 1      |
| 20        | Jugoslavia    | 0  | 0  | 1  | 1      |
| 20        | Austria       | 0  | 0  | 1  | 1      |
| Totale    | Totale        | 24 | 24 | 24 | 72     |

## Podi

### Maschili
| Evento | Oro | Perform. | Argento | Perform. | Bronzo | Perform. |
| M1x    | Nuova Zelanda Rob Waddell | 6:39.65  | Svizzera Xeno Müller | 6:41.55  | Rep. Ceca Václav Chalupa | 6:43.89  |
| M2x    | Germania Andreas Hajek (b) Stephan Volkert (s) | 6:13.20  | Norvegia Steffen Størseth (b) Kjetil Undset (s) | 6:14.49  | Polonia Marek Kolbowicz (b) Adam Korol (s) | 6:15.50  |
| M4x    | Italia Agostino Abbagnale (b) Alessandro Corona (2) Rossano Galtarossa (3) Alessio Sartori (s)                                                                                                | 5:51.19  | Germania Marco Geisler (b) Marcel Hacker (2) Sebastian Mayer (3) Stefan Roehnert (s)                                                                                               | 5:56.13  | Austria Raphael Hartl (b) Norbert Lambing (2) Andreas Nader (3) Horst Nussbaumer (s) | 5:57.91  |
| M2+    | Australia Nick Green (b) James Tomkins (s) Brett Hayman (c) | 6:45.01  | Italia Gioacchino Cascone (b) Rosario Gioia (s) Gianluca Barattolo (c) | 6:47.71  | Stati Uniti Nicholas Anderson (b) Kurt Borcherding (s) Philip Henry (c) | 6:50.06  |
| M2-    | Germania Detlef Kirchhoff (b) Robert Sens (s) | 6:22.32  | Australia Drew Ginn (b) Mike McKay (s) | 6:24.23  | Jugoslavia Nikola Stojić (b) Đorđe Višacki (s) | 6:25.52  |
| M4-    | Gran Bretagna James Cracknell (b) Tim Foster (2) Matthew Pinsent (3) Steve Redgrave (s) | 5:48.06  | Francia Gilles Bosguet (b) Daniel Fauche (2) Francois Meurillon (3) Anthony Perrot (s)                                                                                             | 5:49.44  | Italia Lorenzo Carboncini (b) Riccardo Dei Rossi (2) Valter Molea (3) Carlo Mornati (s) | 5:49.46  |
| M4+    | Australia Drew Ginn (b) ick Green (2) Mike McKay (3) James Tomkins (s) Brett Hayman (c) | 6:09.43  | Croazia Denis Boban (b) Igor Boraska (2) Tihomir Franković (3) Siniša Skelin (s) Ratko Cvitanić (c)                                                                                | 6:12.97  | Italia Marco Bizzozero (b) Dario Lari (2) Giuseppe Musemeci (3) Pasquale Panzarino (s) Daniele Sorice (c)                                                                                    | 6:13.59  |
| M8+    | Stati Uniti Christian Ahrens (b) Peter Collins (2) Robert Kaehler (3) Jeffrey Klepacki (4) Garrett Miller (5) Bryan Volpenhein (6) Tom Welsh (7) Michael Wherley (s) Pete Cipollone (c)       | 5:38.78  | Germania Joerg Diessner (b) Stefan Forster (2) Stefan Heinze (3) Kai Horl (4) Thomas Jung (5) Ike Landvoigt (6) Enrico Schnabel (7) Marc Weber (s) Peter Thiede (c)                | 5:39.48  | Romania Dorin Alupei (b) Andrei Banica (2) Cornel Nemtoc (3) Gheorghe Pirvan (4) Neculai Taga (5) Viorel Talapan (6) Valentin Tobu (7) Florian Tudor (s) Dumitru Răducanu (c)                | 6:04.64  |
| LM1x   | Italia Stefano Basalini | 6:48.90  | Rep. Ceca Michal Vabrousek | 6:50.98  | Danimarca Karsten Nielsen | 6:51.52  |
| LM2x   | Polonia Tomasz Kucharski (b) Robert Sycz (s) | 6:19.11  | Italia Michelangelo Crispi (b) Leonardo Pettinari (s) | 6:21.02  | Svizzera Markus Gier (b) Michael Gier (s) | 6:22.35  |
| LM4x   | Italia Lorenzo Bertini (b), Elia Luini (2) Paolo Pittino (3) Franco Sancassani (s) | 5:57.68  | Germania Markus Baumann (b) Alexander Lutz (2) Franz Mayer (3) Christian Von Gyldenfeldt (s)                                                                                       | 5:58.59  | Stati Uniti Conal Groom (b) Sean Groom (2) Ransom Weaver (3) Coop Wessels (s) | 6:02.74  |
| LM2-   | Francia Jean-Christophe Bette (b) Vincent Montabonel (s) | 6:40.53  | Italia Catello Amarante I (b) Carlo Gaddi (s) | 6:41.75  | Cile Miguel Cerda Silval (b) Christian Yantani Garces (s) | 6:44.00  |
| LM4-   | Danimarca Eskild Ebbesen (b) Thomas Ebert (2) Victor Feddersen (3) Thomas Poulsen (s) | 6:01.53  | Francia Xavier Dirfman (b) Yves Hocde (2) Frederic Pinon (3) Laurent Porchier (s)                                                                                                  | 6:02.37  | Australia Darren Balmforth (b) Simon Burgess (2) Anthony Edwards (3) Bob Richards (s) | 6:04.43  |
| LM8+   | Germania Matthias Eedeler (b) Oliver Ibielski (2) Andreas Laiss (3) Stefan Locher (4) Daniel Rosenberger (5) Bernhard Stomporowski (6) Manuel Strauch (7) Vladimir Vukelic (s) Olaf Kaska (c) | 5:36.28  | Stati Uniti Michael Altmann (b) William Carlucci (2) John Cashman (3) Eric Gillett (4) Sean Kammann (5) William Plifka (6) Martin Schwartz (7) Andrea Trento (s) Sean Mulligan (c) | 5:36.56  | Italia Antonello Aliberti (b) Carlo Artico (2) Filippo Dodero (3) Daniele Gilardoni (4) Andrea Lupini (5) Giuseppe Manzo (6) Salvatore Messina (7) Massimo Guglielmi (s) Antonio Cirillo (c) | 5:36.93  |

### Femminili
| Evento | Oro                   | Perform. | Argento                         | Perform. | Bronzo                    | Perform. |
| W1x    | Russia Irina Fedotova | 7:25.09  | Germania Katrin Rutschow        | 7:26.67  | Svezia Maria Brandin      | 7:30.99  |
| W2x    | Gran Bretagna         | 6:48.85  | Paesi Bassi                     | 6:49.75  | Romania                   | 6:50.49  |
| W4x    | Germania              | 6:24.38  | Russia                          | 6:26.66  | Australia                 | 6:32.11  |
| W2-    | Canada                | 7:05.19  | Gran Bretagna                   | 7:08.12  | Stati Uniti               | 7:08.76  |
| W4-    | Ucraina               | 6:30.63  | Canada                          | 6:31.90  | Paesi Bassi               | 6:32.73  |
| W8+    | Romania               | 6:14.62  | Stati Uniti                     | 6:15.81  | Canada                    | 6:18.25  |
| LW1x   | Svizzera Pia Vogel    | 7:41.01  | Francia Benedicte Dorfman-Luzuy | 7:42.01  | Argentina Maria Garisoain | 7:44.40  |
| LW2x   | Stati Uniti           | 7:03.73  | Germania                        | 7:06.53  | Romania                   | 7:09.45  |
| LW4x   | Germania              | 6:40.99  | Stati Uniti                     | 6:42.97  | Grecia                    | 6:43.27  |
| LW2-   | Gran Bretagna         | 7:29.42  | Argentina                       | 7:32.51  | Stati Uniti               | 7:37.50  |